# StarCraft II: Legacy of the Void
StarCraft II: Legacy of the Void là một bản mở rộng độc lập của tựa game chiến lược thời gian thực thể loại quân sự khoa học viễn tưởng StarCraft và là phần mở rộng thứ ba của bộ ba StarCraft II, phần thứ hai là Heart of the Swarm.
Bản mở rộng lần này sẽ thêm vào các đơn vị mới và những thay đổi cho phần chơi mạng từ Wings of Liberty, cũng như tiếp tục phần chiến dịch tập trung vào chủng tộc Protoss. Phần mở rộng này sẽ bao gồm khoảng 20 nhiệm vụ và sẽ được bán với giá như một bản mở rộng. Trong phần chiến dịch, ta sẽ chỉ có thể lựa chọn nâng cấp một số nâng cấp cho quân đội của mình. Và điều này có ý nghĩa quan trọng sống còn. Nhân vật chính của chiến dịch lần này là Artanis.

## Cách chơi
Phần chơi chiến dịch của Protoss sẽ đi vào việc dẫn dắt các bộ lạc của mình, dùng ngoại giao liên minh với một số dân tộc khác để sở hữu công nghệ của họ, đồng thời sẽ đối địch với một số bộ lạc khác. Liên minh với một phe có thể mất đi quyền sử dụng đơn vị của phe đối lập. Mục tiêu cuối cùng của chiến dịch là đánh bại các dân tộc thù địch để đi đến thống nhất sức mạnh của người Protoss, tránh khỏi sự diệt vong. Phần này sẽ tập trung vào nhân vật Artanis - lãnh tụ của Protoss.
Chris Sigaty đã nói rằng có thể các đơn vị quân mới sẽ được thêm vào trong game như đã từng làm trong Heart of the Swarm.

## Cốt truyện

### Mở màn
Trong Heart of the Swarm và Wings of Liberty, Kerrigan đã được khối đá cổ giải thoát khỏi sự điều khiển của Amon.
Zeratul đi tìm lới tiên tri để tìm cách khắc chế Amon. Ông tìm đến mảnh ghép cuối cùng của lời tiên tri chỉ ra nơi Amon được triệu hồi để chuẩn bị đối phó với hắn. Ông tới tấn công 1 căn cứ của Tổ chức Moebius và gặp Talis - một tướng của Artanis. Talis nhờ Zeratul giải cứu người Protoss đang bị nhốt làm thí nghiệm ở đây. khi quân Protoss vào khu vực điều khiển của Tổ chức Moebius thì gặp quân đoàn Zerg của Kerrigan đang tìm cách phá hủy mọi thứ. Zeratul thương lượng với Kerrigan để giải cứu Protoss và tìm mảnh ghép còn thiếu trước khi Zerg phá hủy tất cả.
Sau đó, quân Protoss của Zeratul tới hành tinh Atrias và tìm tới ngôi đền cổ nơi Amon sẽ được triệu hồi. Tại đây, ông đánh bại quân Tal'darim - cánh quân Protoss cuồng tín đi theo Amon - do thủ lĩnh Ma'lash cầm đầu đang đứng canh bên ngoài đền.
Zeratul đánh vào đền, đánh bại Tal'darim trong đền và phá 'Void Catalysm' - một cấu trúc cổ mà Tal'darim dùng để nhận lệnh và năng lượng từ Amon. Sau đó, ông gặp "linh hồn" của Tassadar và được Tassadar chỉ dẫn đi tìm khối đá cổ (cổ vật Xel'naga ở phần 1 và 2). Amon được triệu hồi, hắn đánh sập ngôi đền và Talis hi sinh bản thân để Zeratul trốn thoát.
Zeratul lên đường tìm Artanis để thông báo.

### Nội dung chính
Artanis đã xây dựng lực lượng một cách âm thầm trong khi 2 phe Zerg và Terran chiến tranh dữ dội trong Wings of Liberty và Heart of the Swarm. Lực lượng này bao gồm rất nhiều quân bộ, hạm đội Golden Armada (Hạm đội Vàng).
Protoss tấn công Aiur để giải phóng quê hương khỏi loài Zerg. Trước trận đánh Zeratul xuất hiện và khuyên Artanis tạm hoãn kế hoạch tái chiếm Aiur. Tuy vậy thì Artanis không chấp nhận,cho rằng tất đã chuẩn bị kỹ lưỡng. Lực lượng Protoss nhanh chóng quét sạch quân Zerg. Artanis nhờ Zeratul tìm khối đá cổ ở Korha. Tuy nhiên Amon thức tỉnh và tìm cách điểu khiển Protoss. Tất cả Protoss theo đạo Khala đều bị hắn điều khiển trừ cánh quân Nerazim của Zeratul. Zeratul tìm cách cứu các Protoss khác bằng cách cắt đứt dây thần kinh nối với Khala của họ, cùng lúc phải chống lại quân Zerg do Amon điều khiển. Khi Zeratul cứu Artanis thì bị Artanis (đang bị Amon điều khiển) giết chết. Tuy vậy Artanis được giải thoát khỏi sự điều khiển của Amon. Trước khi chết, Zeratul đã nói Artanis đi tìm khối đá cổ để cứu loài Protoss. Artanis đã cố gắng cứu các Protoss bị kiểm soát bởi Amon bằng mọi khả năng của mình, sau đó Artanis tìm và giải cứu kỹ sư Karax và kích hoạt Spear of Adun, một con tàu cổ đại khổng lồ dưới sự bao vây giữa Zerg và Protoss để chạy khỏi Aiur, để lại toàn bộ Hạm đội Vàng và quân đội dưới sự điều khiển của Amon. Amon huy động các Hybrid, Zerg, Terran, Protoss đi xóa sổ cả thiên hà. Trên Spear of Adun, Artanis cũng gặp Rohana - một nhân vật "siêu già" của Protoss - được ngủ trong tinh thể trên tàu Spear of Adun và lưu trữ tất cả lịch sử của Protoss trong dây thần kinh của cô, và cô đang cố kiểm soát chính mình khỏi sự điều khiển của Amon.
Lưu ý: phần cốt truyện sau có thể bị thay đổi nhỏ về thứ tự, tùy vào lựa chọn của người chơi.
1: Korhal
Artanis tới Korhal, trung tâm của Dominion. Tại đây quân đội Dominion do Jim Raynor và Valerian Mensk dẫn đầu đang chịu tổn thất nặng nề trước quân đội Hybrid và Tổ chức Moebius của Amon. Khi mới đến nơi đây, sky shield của dominion đang bị tàn phá nặng nề và rơi vào tầng khí quyển. Đe dọa sẽ hủy diệt toàn bộ hành tinh phía dưới. Artanis được Jim yêu cầu loại bỏ toàn bộ quân Moebius đang phá hoại các động cơ của Sky Shield và sửa chữa nó. Tiếp theo Jim phát hiện khối đá cổ hiện đang ở Augustgrad. Bằng năng lượng piosonic của nó, khối đá gây vô hiệu hóa toàn bộ quân đội terran. Người protoss không bị ảnh hưởng bởi hiệu ứng này. Artanis sau đó liên quân đẩy lui quân địch và lấy được khối đá cổ trong một trận chiến lớn tại Augustgrad. Tuy nhiên dominion bị tổn thất nặng nề và không thể nhận lời nhờ của Artanis trong cuộc chiến sắp tới. Artanis lấy phiến đá cổ và trở về spear of adun.
2: Shakuras
Artanis du hành tới Shakuras. Tại đây bầy Zerg của Amon đang tiêu diệt toàn bộ hành tinh thông qua cánh cổng được kích hoạt ở ngay trong chính nhiệm vụ 1. Artanis cứu các Dark Templar còn sống thoát khỏi Sakuras. Sau đó ông và Vorazun - thủ lĩnh người Dark Templar - dụ quân Zerg và Hybrid từ Aiur vượt qua cổng không gian tới Shakuras và kích hoạt ngôi đền trên hành tinh này, phá hủy toàn bộ hành tinh để hạn chế sức mạnh của Amon.
3: Glacius
Artanis tới Glacius để tìm vũ khí cho quân đội của mình. Tại đây ông gặp Alakak, -đệ nhất thủ lĩnh của Tal'darim. Alakak sử dụng mothership muốn phá hủy kho vũ khí tại đây. Nhưng Artanis đã nhanh chân hơn. Tại đây ông cứu được một trong số chiến binh Purifiers - thành quả của các Protoss bị trục xuất ngày xưa - trong nhân vật này chứa các ký ức của Fenix, đại tướng Protoss đã tử trận và thuyết phục Fenix tham gia với mình.
4: Ulnar
Khi đọc được thông tin trên khối đá cổ, Artanis đến Ulnar - quê hương của Xel'naga - tìm kiếm cách tiêu diệt Amon. Đây là một ngôi đền ở giữa vòng cháy vốn không sự sống nào có thể tồn tại. Tại đây, Artanis một mình đi vào ngôi đền và gặp Kerrigan. Cả hai quyết định "gác lại chuyện xưa" để cùng tiêu diệt Hybrid. Tại đây, họ đọc được những thông điệp được Xel'naga lưu lại, có nội dung như sau:
Xel'naga xuất hiện đầu tiên, được sinh ra từ The Void. Họ sáng tạo ra sự sống và tạo ra chu trình vô hạn của sự sống đó. Ở một vũ trụ mới được tạo ra, họ lấy được cơ thể hiện hữu của mình. Nếu cơ thể đó bị phá hủy, họ phải trở về The Void. Và trong toàn bộ khoảng thời gian đó, họ đang chờ đợi một chủng tộc có thể tập hợp được key stone và tìm đến nơi này.... Ngay tại Ulnar, các Xel'naga sẽ đặt những hạt giống đầu tiên của sự sống trong vũ trụ. Ngay tại đây, họ tạo ra các chủng loài, trao cho họ những hướng đi khác nhau trong vũ trụ. Mọi lúc, họ đều theo dõi và xác định hậu duệ của các loài, không bao giờ xao lãng. Chu trình sống vô tận cứ thế diễn ra, 2 phương hướng được phát triển, một chủng tộc theo hướng pure of essence (thuần túy về thể chất) và một chủng tộc pure of form (thuần túy về linh hồn) sử dụng năng lượng tâm linh. Sẽ tập hợp tại ngôi nhà của Xel'naga, tại dây, họ sẽ có một cuộc chiến định mệnh, và chiến binh vĩ đại nhất của chủng tộc chiến thắng, sẽ được nhận năng lượng được truyền lại từ chủng tộc kia thông qua key stone. Và người vừa pure of essence (thuần túy về thể chất) và pure of form (thuần túy về linh hồn) sẽ được trở truyền sức mạnh từ Xel'naga đời trước, và trở thành Xel'naga đời kế tiếp. Và cứ thế chu trình cứ tiếp diễn vô tận.
Họ đánh bại Tal'darim đang có mặt ở đây và tìm ra Xel'naga. Tất cả Xel'naga tại đây đã bị Amon giết. Amon còn mở một cánh cổng dẫn đến hư vô để thêm quân cho mình. Artanis và Kerrigan bị bao vây.
Alarak - đệ nhất thủ lĩnh của Tal'darim đột nhập tàu Spear of Adun và Vorazun lập tức tấn công hắn. Tuy vậy Alarak chỉ muốn cùng với Protoss đánh bại Amon vì cho rằng Amon đã phản bội hắn. Hắn nói rằng Artanis đang gặp nguy hiểm trong đền và Vorazun dẫn quân tiến vào ngôi đền để giải cứu Artanis. Tại đây họ cùng bầy Zerg của Kerrigan đánh bại đội quân của Amon và đóng cổng dẫn tới hư vô, ngăn quân tiếp viện của địch.
Kerrigan sau đó rời đi còn Alarak ở lại với Artanis. Hắn nói rằng Amon đã hứa với người Tal'darim rằng họ sẽ bất tử và trở thành Hybrid. Nhưng Amon sẽ quét sạch bọn họ một khi đã chiếm được thiên hà. Vì vậy Alakak muốn trả thù Amon. Với sự giúp đỡ của Artanis, Alarak đánh bại chúa tể tối cao Ma'lash của Tal'darim trong 1 trận thách đấu tay đôi (Artanis chỉ đứng ngoài ngăn chặn những kẻ chơi xấu). Alarak giành quyền chỉ huy Tal'darim và dẫn quân Tal'darim giúp Artanis thay vì đi theo Amon. Người Tal'darim vốn không theo đạo Khala nên không bị Amon điều khiển.
Artanis theo sự hướng dẫn của Fenix, đi tìm những Protoss Purifiers khác. Họ đến hành tinh Endion khi hành tinh này ngập tràn Zerg và Hybrid của Amon. Artanis đánh bại chúng, Karax kích hoạt cơ chế kháo để mở màn chắn năng lượng của con tàu cổ Cybros. Sau đó Artanis tấn công loài Zerg và giải phóng các Purifier đang bị giam giữ trong tinh thể. Khi trận chiến kết thúc, các Purifier nhận ra rằng hội đồng Protoss đã cầm tù họ không còn nữa, nên đã thống nhất đi cùng với Artanis bảo vệ người Protoss khỏi sự diệt vong.
Artanis dẫn quân đánh vào Revanscar, nơi Moebius Foundation lập căn cứ. Tuy nhiên tàu Spear of Adun bị mai phục bởi hạm đội Battle Cruiser địch. Artanis phải ở lại giữ tàu, trong khi kỹ sư Karax vốn ít kinh nghiệm chiến đấu được cử xuống bề mặt của căn cứ để sử dụng hạm đội Carrier tấn công gây mất ổn định căn cứ địch. Karax đã phá hủy căn cứ địch khiến hạm đội tàu địch rút lui và sau đó, tiêu diệt cả hạm đội địch. Nhờ vào sự kiện này, Artanis đã xóa bỏ chế độ phân cấp của Protoss, giúp cho mọi Protoss đều có thể trở thành Templar(Chiến binh).
Hết phần thay đổi thứ tự!
Sau khi xây dựng lại lực lượng của mình, Artanis mở cuộc tấn cống thứ hai vào Aiur. trước đó khi Amon "nhập" vào Rohana, cô đọc được kế hoạch của Amon là tìm 1 cơ thể cho mình và gọi hạm đội vàng người Protoss về bảo vệ cho mình. Cô cũng tự cắt dây thần kinh của mình ngay sau đó. Artanis và các anh hùng Protoss phá Warp matrix ngăn hạm đội vàng trở về và phá hoại căn cứ bảo vệ Amon, sau cùng dùng sức mạnh hạm đội tiêu diệt thể xác của Amon.
Tuy vậy thì "hồn" Amon vẫn còn. Hắn gọi hạm đội vàng trở về, tấn công Artanis. Artanis và đồng minh phải hy sinh rất nhiều để phòng thủ khối đá cổ. Sau đó khối đá cổ đạt đủ năng lượng, Artanis ngay lập tức sử dụng nó để nhốt linh hồn của Amon, tạo điều kiện cho các Protoss khác tự cắt dây thần kinh của mình. Sau đó các Protoss được giải phóng và Amon biến mất cùng khối đá cổ về hư vô, kết thúc cuộc chiến giành lại quê hương Aiur của người Protoss, rốt cuộc sau 6 năm, người Protoss lại có thể tự do bước trên quê hương của mình. Không lâu sau đó, Artanis đã xây một bia tưởng niệm Zeratul vì nhờ có lời chỉ dẫn của Zeratul, Artanis mới có thể giải phóng người Protoss khỏi Amon, Artanis đã tạo nên một xã hội Protoss mang tên là Daelaam và bắt đầu công cuộc xây dựng lại Aiur

### Phần cuối
Khi đang xây dựng lại Aiur, Artanis và Karax nhận được 1 thông điệp từ Kerrigan ở Ulnar. Tại đó, các thủ lĩnh của Protoss, Zerg, Terran đều biết được Amon bằng cách nào đó vẫn còn sống và đang lên kế hoạch cho sự phục sinh của mình, họ cùng nhau vào cánh cổng hư vô để diệt tận gốc Amon; họ mang vào hư không quân đội liên minh lớn nhất mạnh từng có trong lịch sử Korpulu sector, bao gồm toàn bộ the Swarm - Zerg, phần lớn Golden Armada - Protoss Dealeam và the Great Fleet - Terran Dominion, được dẫn dắt bởi Kerrigan, Artanis và Jim Raynor.
Khi vào hư vô, quân đội Protoss dẫn đầu liên minh đánh bại quân đội canh cổng  do Narud cầm đầu. Stukov tiêu diệt Narud (Duran) vốn đang ở trong hư vô sau khi chết, giống những Xel'Naga khác. Sau đó họ giải phóng 1 Xel'naga bị Amon cầm tù là Ouros. Ouros truyền lại sức mạnh cho Kerrigan trong khi Jim Raynor và đồng minh phải phòng thủ bên ngoài trước sự tấn công dữ dội từ Amon. Sau khi đã truyền hết sức mạnh, Ouros chết, còn Kerrigan đánh tan hàng phòng thủ của Amon trước khi đối mặt với hắn. Trận chiến cuối cùng khá khốc liệt, quân của Jim phải rút lui khỏi hư vô để tránh thương vong. Sau đó Kerrigan giết Amon bằng sức mạnh psionic kết hợp của Xel'Naga, Zerg, Terran.
2 năm sau, Jim đang ngồi quán Joey's Bar nghe về tin "vua trẻ" Valerian Mensk và "đô đốc" Matthew Horner cai trị Dominion trong hòa bình và hạnh phúc; thì có một cô gái tóc đỏ (là Kerrigan khi đã hết gen Zerg) rủ đi và từ đó anh "biến mất" luôn, chỉ để lại cái huy hiệu ở quán Joey's. Zagara trở về hành tinh Char khôi phục loài Zerg. Alarak ra đi tạo lập quê hương mới vì bất đồng với Artanis, nhưng để cho người dân có thêm một lựa chọn là có thể gia nhập Daelaam trước khi rời khỏi Aiur. Cả Korpulu sector hòa bình và phát triển. Kết thúc bao năm chiến tranh và kết thúc luôn cốt truyện StarCraft II.
Hết phần biết trước nội dung.

## Đơn vị mới

### Zerg
Lurker Đơn vị độn thổ và tấn công theo hàng dài. Đã từng xuất hiện trong Starcraft: broodwar
Ravager Đơn vị có khả năng bắn phá diện rộng tầm xa, diệt force field. Tiến hóa từ Roach.

### Terran
Cyclone Đơn vị có khả năng vừa bắn vừa chạy trên mặt đất. Gây sát thương lớn lên mục tiêu đơn lẻ ở tầm xa (đối không và đối đất).
Liberator Đơn vị bay tấn công gây sát thương diện rộng trên không. Khóa mode giống tank tấn công đơn mục tiêu dưới đất với sát thương cực mạnh.

### Protoss
Adept Đơn vị có khả năng lẻn vào bằng cách sử dụng bóng.
Disruptor Đơn vị gây sát thương rộng lên mặt đất. Bất động khi đang cast spell.

## Phát triển
Quá trình phát triển của StarCraft II đã được công bố vào ngày 19 tháng 5 năm 2007 tại Blizzard Worldwide Invitational ở Seoul, Hàn Quốc. Vào tháng 6 năm 2008 Blizzard Worldwide Invitational, Phó chủ tịch điều hành Blizzard là Rob Pardo nói rằng StarCraft II sẽ được phát hành như một bộ ba game, bắt đầu với Wings of Liberty tập trung vào phe Terran, tiếp theo là Heart of the Swarm chủ yếu nói về Zerg, và cuối cùng là Legacy of the Void dành cho Protoss. Vào đầu năm 2010, trong khi lối chơi của Wings of Liberty đang dần được hoàn thiện thì nhóm viết kịch bản của Blizzard đã tiến hành Heart of the Swarm.
Công việc phát triển phần cốt truyện, kịch bản và nhiệm vụ của Legacy of the Void bắt đầu vào tháng 3 năm 2013, khi Heart of the Swarm sắp phát hành. Dustin Browder, Giám đốc trò chơi của StarCraft II, tuyên bố rằng "chúng tôi chắc chắn sẽ cố gắng hết sức để giảm thời gian giữa các bản mở rộng", nhưng lưu ý rằng "việc phát triển trò chơi nhanh chóng và hiệu quả không phải là điểm mạnh truyền thống của chúng tôi". Kể từ tháng 2 năm 2013, James Waugh đảm nhiệm vai trò viết kịch bản chính cho Legacy of the Void.
Vào tháng 8 năm 2013, cốt truyện của Legacy of the Void đã được viết xong, nhiều đoạn phim đã được hoàn thành và diễn viên lồng tiếng ở studio đang trong quá trình thu âm các mẫu đối thoại của game. Vào tháng 11 năm 2013, Dustin Browder thông báo rằng ông rất hài lòng với cốt truyện của game, nhưng cảm thấy các nhiệm vụ và cơ chế chiến dịch cần thay đổi thêm để mang đúng "chất" Protoss.
Vào tháng 11 năm 2014, Blizzard đã cung cấp thêm thông tin về game. Trái ngược với thông tin trước đó, phiên bản này sẽ là một bản mở rộng độc lập và không yêu cầu phiên bản gốc. Blizzard cũng công bố thêm 2 chế độ chơi mới cho phần chơi cooperative là Archon Mode và Allied Commander. Ngoài ra, các đơn vị mới và các đơn vị được thay đổi cho phần chơi mạng cũng đã được giới thiệu.